# ルキウス・コルネリウス・レントゥルス (紀元前130年の執政官)
ルキウス・コルネリウス・レントゥルス（ラテン語: Lucius Cornelius Lentulus、-紀元前130年）は、紀元前2世紀中期・後期の共和政ローマの政治家。紀元前130年に執政官（コンスル）を務めた。

## 出自
レントゥルスはエトルリアに起源を持つパトリキ（貴族）であるコルネリウス氏族の出身であるが、コルネリウス氏族はローマでの最も強力で多くの枝族を持つ氏族でもあった。レントゥルスのコグノーメン（第三名、家族名）が最初に確認できる人物は、紀元前327年の執政官ルキウス・コルネリウス・レントゥルスであるが、コルネリウス氏族の他の枝族との関係は不明である。
カピトリヌスのファスティに破損があるため、レントゥルスと祖父のプラエノーメン（第一名、個人名）は不明であり、他のレントゥルス家の人物との関係も不明である。

## 経歴
執政官就任年とウィッリウス法の規定から逆算して、レントゥルスは遅くとも紀元前134年にプラエトル（法務官）に就任したはずである。紀元前136年に法務官としてシキリア属州の総督を務め、第一次奴隷戦争で敗北したコルネリウス・レントゥルスと同一人物の可能性がある。紀元前130年には執政官に就任する。同僚はプレブス（平民）のマルクス・ペルペルナであった。ペルペルナはペルガモン王国の王位詐称者、アリストニコスとの戦いのために、小アジアへ遠征した。レントゥルスはローマに留まったが、執政官任期の満了前に死去した。補充執政官にアッピウス・クラウディウス・プルケル（またはネロ）が就任した。

## 参考資料

### 古代の資料
- カピトリヌスのファスティ
- フロルス『700年全戦役略記』

### 研究書
- Bobrovnikova T. "Scipio African" - M .: Young Guard, 2009. - 384 p. - ISBN 978-5-235-03238-5 .
- Broughton R. Magistrates of the Roman Republic. - New York, 1951. - Vol. I. - P. 578.
- Haywood R. "Studies on Scipio Africanus" - Baltimore, 1933.
- Münzer F. Cornelii Lentuli // RE. - 1900. - Bd. VII. - Kol. 1355-1360.